# Leonardo Jacobs
Leonardo Jacobs (Amsterdam, 13 maart 1935) is een Nederlandse journalist, redacteur, eindredacteur, hoofdredacteur, gemeenteraadslid, bestuurder en docent. Hij stond aan de basis van de eerste draadloze lokale radio-omroep: STAD Radio Amsterdam.

## Leven en werk
Leonardo (Leo) Jacobs was de jongste zoon van edelsmid Jacob Andries Jacobs en verpleegkundige Maria Frederika van Oosten. Zijn vroege jeugd bracht hij door in Amsterdam tot het gezin in 1940 naar Heemstede en later naar Haarlem verhuisde. Daar volgde hij het Stedelijk Gymnasium. Terug in Amsterdam studeerde hij rechten aan de Universiteit van Amsterdam, toen hij zijn toekomstige echtgenote Tini van Dulst ontmoette. Zijn studie maakt hij toen niet af. Dat deed hij in 1992 met een doctoraalscriptie communicatiewetenschappen over Provo: “PROVO, verspreide opmerkingen over karakter en grondslagen van een lang durend kunstwerk”.

## Loopbaan
Politiek actief was hij al als gymnasiast., aanvankelijk in de aan de CPN gelieerde jongerenorganisatie OPSJ. Als werkstudent had hij niet alleen geen tijd voor traditionele studentenverenigingen zoals het corps, maar ook geen belangstelling. Minder tijd kostten de drie politieke studentenclubs, de liberale LSVA, het sociaaldemocratische Politeia en het communistische Pericles. Jacobs koos uiteindelijk voor Politeia, waarvan hij als tweedejaars voorzitter werd van de Amsterdamse afdeling en een jaar later landelijk voorzitter. Ook werd hij in 1954 actief lid van de PvdA. Dat bleef hij tot 1990, toe de partij zich naar zijn mening teveel de neoliberale kant op bewoog. Om in zijn studiekosten te voorzien werkte hij als sociaal jeugdwerker in de Jordaan, bij de stichting JES. In 1962 trouwde hij met Tini van Dulst. Jacobs stopte met zijn studie om zijn gezin te kunnen onderhouden.
Van 1963 tot 1972 werkte Jacobs als redacteur bij Het Vrije Volk. Hij schreef onder andere over theater, toneel, ballet, vaak over film. Van zijn hand onder andere “Gullivers Reizen” (Het Vrije Volk, 9-9-1970) en “The Sissy Show” (Het Vrije Volk, 10-9-1971). In 1972 verhuisde Het Vrije Volk van Amsterdam naar Rotterdam. Jacobs en zijn echtgenote zagen een verhuizing met hun jonge gezin niet zitten. Hij nam ontslag en kon al snel aan de slag als freelancer bij de Vara en de VPRO waar hij meewerkte aan verschillende documentaires, tot hij een aanstelling als eindredacteur kreeg bij Spectrum, om mee te werken aan de Grote Spectrum Encyclopedie. Daar schreef hij onder andere het artikel over de Gevangenis. Hij bleef daar tot 1975.
In 1975 stond hij aan de basis van de eerste onafhankelijke regionale radiozender: STAD Radio Amsterdam. Hij werd directeur-hoofdredacteur en werkte daar onder andere met Peter van Ingen, Stan van Houcke en vele andere jonge redacteuren die daarvandaan hun weg naar de grotere zenders, zowel radio als televisie, vonden.
Toen het in 1988 duidelijk werd dat STAD zou opgaan in RTV NH (RTV Noord-Holland), vond Jacobs het tijd om het stokje door te geven. Van 1988 tot zijn pensioen in 2000 was hij docent aan de Nederlandse Filmacademie. Hier kon hij al zijn ervaring doorgeven aan de volgende generatie. Onder zijn studenten bevonden zich onder anderen Petra Goedings, Martin Koolhoven en Job ter Burg.

## Andere activiteiten
Van 1994 tot 1998 was Jacobs duo-raadslid bij de Amsterdamse gemeenteraad voor de net opgerichte De Groenen. Hij deelde deze zetel met oud-Provo Roel van Duijn. Daarnaast vervulde hij bestuursfuncties voor de Nederlandse Vereniging van Journalisten (1982-1988) en de Franciscaanse Beweging (1998-2000).